# Ponton-Prozess
Der Ponton-Prozess war ein Strafprozess, in welchem Reichsanwalt Paul Jorns als Vertreter der Anklage den Journalisten Berthold Jacob und Fritz Küster „publizistischen Landesverrat“ vorwarf und Alexander Niedner am Reichsgericht das Urteil sprach.
Im März 1928 wurden die beiden Angeklagten zu je neun Monaten Festungshaft verurteilt, weil sie das System der Zeitfreiwilligen aufgedeckt hatten, mit welchen das Kabinett Luther I das Überschreiten der Beschränkung der Reichswehr im Friedensvertrag von Versailles auf 100.000 Mann einschließlich 4.000 Offizieren, durch die Schwarze Reichswehr zu verschleiern suchte.
Diese Soldaten wurden kurzfristig zu militärischen Übungen herangezogen und tauchten in keiner Statistik auf. Das Reichsgericht forderte in seinem Urteil gegen Jacob und Küster, dass der Gedanke abzulehnen sei, „dass die Aufdeckung und Bekanntgabe gesetzwidriger Zustände dem Reichswohle niemals abträglich, nur förderlich sein könne, weil das Wohl des Staates in seiner Rechtsordnung festgelegt sei und sich in deren Durchführung verwirkliche“ (RGSt 62, 65 (67)). Darüber hinaus verlangte das Reichsgericht: „Dem eigenen Staat hat jeder Staatsbürger die Treue zu halten. Das Wohl des eigenen Staates wahrzunehmen, ist für ihn höchstes Gebot“.
Von 1924 bis 1927 wurden mehr als 1000 Personen wegen Landesverrats, Beleidigung der Reichswehr und ähnlichen Delikten verurteilt.

## Anlass: Kentern einer Pontonfähre auf der Weser
Im Rahmen eines Manövers kenterte am 31. März 1925 in der Nähe der Fähre von Porta Westfalica-Veltheim eine Pontonkonstruktion. Die Weser führte Hochwasser mit hoher Strömungsgeschwindigkeit. Auf einer von Mindener Pionieren aus offenen Pontons gezimmerten Fähre sollten 160 mit Tornister und Gewehren ausgerüstete Soldaten übergesetzt werden. Bei der fünften Überfahrt trat Wasser in die Pontons, die Fähre sank, 80 Soldaten und ein mitfahrender Zivilist fanden den Tod.

## Drei Artikel von Berthold Jacob inDas Andere Deutschland

### Erster Artikel
Am 11. April 1925 erschien in Das Andere Deutschland der Artikel Das Zeitfreiwilligengrab in der Weser von Berthold Jacob.

„Das Zeitfreiwilligengrab in der Weser, Herr Geßler, antworten Sie …!
Als an dem Abend, da die Blätter erste, genauere Kunde von der furchtbaren Katastrophe von Veltheim brachten, in den Kammerlichtspielen am Potsdamer Platz (Berlin) die Klänge des Liedes vom guten Kameraden die Vorführung des Films ‚Reveille‘ abschlossen, da wehte über diesen Klängen ein tiefer und trauriger Sinn. Schwer zu entscheiden, ob die Gedanken aller Besucher jenes Kinotheaters bei den starren und kalten Körpern der 81 jungen Soldaten weilten – zahlreiche der Anwesenden hatten vorher die in Parade auf der Leinwand defilierenden Husaren mit jener gedankenlosen Lebhaftigkeit beklatscht, die ihre dummen Absichten und Wünsche deutlich genug zutage treten ließ […] aber man sah auch viele Frauen, die weinten, Mütter, die in diesem Augenblick vielleicht den ersten Blick hinter die glanzvoll klirrende Fassade taten. Das tragische Schicksal der 81 jungen Menschen, die in den eisigen Strudeln der Weser ihren frühen Tod fanden, verliert um nichts an Tragik und wird der stillen Teilnahme nicht weniger würdig, wenn das Gerücht, das durch alle Gassen raunt, Wahrheit wäre. Wenn die Wahrscheinlichkeit, für die heute schon eine Reihe von Symptomen spricht, Tatsache wäre – die Wahrscheinlichkeit nämlich, daß wir es in einem Teil der so jäh Verunglückten mit Angehörigen jener ‚Schwarzen Reichswehr‘ zu tun hätten, die in der Diskussion der öffentlichen Meinung in den letzten beiden Jahren eine so beherrschende Rolle gespielt hat.
Wir wissen, daß die nach dem 17. März zu Übungsmärschen aus Detmold und aus dem Sennelager abgerückten Kompagnien 14–16 des Reichswehr-Regiments 18 eine stattliche Anzahl von kurzfristig eingestellten ‚Soldaten‘ zählten. Wir wissen ferner, daß dieses sogenannte Ausbildungsbataillon unter der Führung des Hauptmanns Gabcke und des Oberleutnants Frenking stand; wir glauben ferner zu wissen, daß der Kursus, der bei Veltheim eine so jähe Unterbrechung fand, bereits im Januar dieses Jahres begonnen hatte. Die ‚Dienstzeit‘ der jungen Soldaten wäre in wenigen Tagen beendet gewesen …
[…]
Es mag seltsam und manchem vielleicht unbegreiflich erscheinen, wenn wir in der gleichen düsteren Stunde, die die Trauerfeiern für die armen Opfer der entfesselten Elemente sieht, zu einer Stunde, da die toten Körper in ihrer Mehrzahl aus dem Wellengrab noch nicht einmal wieder aufgetaucht sind, die Schärfe unserer Angriffe gegen den obersten Chef jener Toten, den Minister der Reichswehr richtten.
Und doch fühlen wir gerade in dieser Stunde die Pflicht zum Appell. Unsere Motive können nicht bezweifelt werden. Wir haben zum Ausdruck zu bringen, daß endlich Schluß gemacht werden muß mit jenem System der Vertragsverletzung, als dessen mittelbare Opfer uns die Toten von Veltheim erscheine. Das dunkle Geschick, das diese ‚Soldaten‘ traf, die im 18. Infanterie-Regiment dienten, ist ein warnendes Menetekel. Und nun soll Ihnen, Herr Geßler, nicht länger vorenthalten werden, was wir Ihnen zu sagen haben. Es geht nicht Sie allein an!
– Wir alle werden einmal unter der Last der Entscheidungen mit zu tragen haben, die Sie heute noch allein zu verantworten haben. Wir haben ein ungeschriebenes – und deshalb umso stärkeres – Recht zur Einrede, mehr: zum Protest. Und wenn Sie uns dieses Recht bisher nicht haben zugestehen wollen und wenn Sie durch Ihren allzu willigen jeweiligen Kollegen von der Justiz bis zum heutigen Tage alle unsere Versuche von diesem Recht Gebrauch zu machen, mit Landesverratsverfahren haben beantworten lassen, so ist doch heute diese Stunde vorbei! Wir fragen Sie nicht mehr um Ihre Erlaubnis. Menschenleben stehen auf dem Spiel, und wir werden reden, damit uns die Öffentlichkeit Deutschlands hört! […]
Ihr General von Seeckt hat das Reichsheer zum Tummelplatz aller schwarz-weiß-roten Geister gemacht. Sie wissen so gut wie wir, daß der Revanchegeist im Heere gepflegt und gehegt wird, und nicht genug damit: Sie sollten wissen, daß Herr von Seeckt alle Vorbereitungen innerhalb der Reichswehr hat treffen lassen, die ermöglichen sollen, in einem ihm angezeigt erscheinenden Moment die deutsche Reichswehr in die acht mobilen Armeen des ersten Mobilmachungstages von 1914 zu verwandeln.
Sie wissen zweifellos besser als wir, zu welchen Zwecken die Ihnen zur Verfügung gestellten Fonds verwandt wurden, und Sie müßten vor allen Dingen wissen, daß Ihre Untergebenen Tag für Tag gegen die deutschen Reichsgesetze verstoßen, die Ihnen verbieten, Freiwillige auf kurze Frist einzustellen. Wir wissen, daß sich der General durch seinen Befehl vom 14. Oktober 1924 leidlich gedeckt fühlt … Aber – Köln ist nicht befreit worden, und kein kleineres Unglück für unser Reich: Gestern sind 81 deutsche Kinder als erste Opfer des Revanchegedankens gefallen. Die Mütter und Schwestern und Liebsten der Toten weinen. Vielleicht weiß ihr Jammer nicht, wen er anklagen soll – aber Flüche und Tränen finden den Weg zu den Schuldigen! Gewiß, Ihre überschlauen Strategen denken gar nicht daran, siegreich Frankreich schlagen zu wollen. Polen genügt ihnen! […]
Ihre Berechnungen mögen stimmen – wir glauben, daß sie falsch sind. Aber uns ist selbst Polens Niederbruch, ist selbst die Wiedergewinnung der drei geraubten Provinzen nicht das Blut von Hekatomben unserer Brüder wert. Die Tore der deutschen Zukunft, die Ihre militärischen Freunde am 1. August 1914 ins Schloß warfen, können und dürfen nicht wieder mit Gewalt aufgebrochen werden. Dazu braucht es vieler stiller und friedlicher Arbeit. Wir haben Sie dessen angeklagt, daß Sie diese Arbeit stören. Jetzt ist es an Ihnen zu sprechen. Wenn Sie schweigen, Herr Geßler, dann wird die deutsche Welt wissen, was Sie von Ihren zukünftigen Dementis noch ferner zu halten hat.
Heute ist die Zeit der Landesverratsprozesse vorbei. Sie werden uns nicht mehr den Mund verstopfen. Denn die Stimmen jener Toten würden auch dann noch gehört werden.“

### Zweiter Artikel
Der zweite Artikel zum selben Thema erschien am 31. Mai 1925.

„Und nochmals: Herr Geßler …!
Wenn wir den nachstehenden Beitrag unseres Mitarbeiters in diesem Augenblick veröffentlichen, so tun wir das mit vollem Bewußtsein und guten Gründen. In Deutschland ist der Reichspräsident der Oberste Kriegsherr der Truppe. Was bei einem Manne wie Ebert so unbedenklich war, wie es bei Marx sein wird, ist bei einem Hindenburg ein Moment ungeheuerster Beunruhigung. Uns ist die Reichswehr schon unter demokratischen Führern gerade schwärzlich genug geworden. Mit Hindenburg als Reichspräsident und Chef dieser Reichswehr, würde die Republik in einen Zustand des ständigen moralischen und tatsächlichen Belagerungszustandes überführt werden. Denkt daran bei der Wahl. Anm. d. Red.
Wir haben hier am 11. April schwere Vorwürfe gegen Herrn Geßler erhoben, und diese Vorwürfe sind von einer Anzahl deutscher Blätter aufgenommen und erweitert worden. Der Reichswehrminister hat keine Antwort auf unsere Anfrage gefunden, nicht einmal die, die in diesem Lande noch billiger ist als Brombeeren: die Einleitung des Landesverratsverfahrens. Dennoch hat Herr Geßler Gelegenheit genommen, sich zu äußern. Der Berliner Berichterstatter des ‚L’Intransigeant‘ hatte behauptet, daß unter den Soldaten, die kürzlich bei dem Weserübergang ihren Tod gefunden hatten, sich zahlreiche Zeitfreiwillige befunden hätten.
Herr Geßler hat das zum Anlaß genommen, den nationalen Lesern der ‚D. A. Z.‘ durch eine ‚zuständige Stelle‘ mitteilen zu lassen, daß die Behauptung des ‚Intransigeant‘ frei erfunden sei. Die ‚zuständige Stelle‘ ist vermutlich der Oberst Gempp, der Unterchef der Heeresstatistischen Abteilung (T 3) im Ministerium. Die ‚D. A. Z.‘ hat jene Meldung mit der Überschrift ‚Eine Lüge‘ versehen.
Wir werden gleich sehen, daß auch diese Lüge kurze Beine hat. Der ‚Jungdeutsche‘, das Organ des Jungdeutschen Ordens, hat am 6., 9. und am 10. April Nachrufe auf insgesamt 9 Ordensbrüder veröffentlicht, die unter der Reichswehr in der Weser ihr Leben gelassen haben. Die eine vom 9. April hat folgenden Wortlaut:
Noch zwei Ordensbrüder in der Verlustliste ‚Die Bruderschaft „Weferlingen, Prov. Sa.“ des Jungdeutschen Ordens schreibt uns unterm 4. Ostermond 1925:
Es hat sich gestern als Tatsache herausgestellt, daß auch zwei Brüder unserer Brüderschaft bei dem Reichswehrunglück auf der Weser ums Leben gekommen sind. Es handelt sich um Schützen im Inf.-Reg. Nr. 18 Karl Märtens und Heinrich Dill, beide aus Walbeck. Ein dritter Bruder, Heinrich Mischke aus Walbeck, ist gerettet worden. Wir beklagen den Tod beider Brüder außerordentlich, sie waren in ihrem Ort mit die eifrigsten Vertreter unserer Ziele, und wir verloren viel, als sie im Anfang Dezember 1924 ins Heer eintraten. Die Bruderschaft hat zum Zeichen der Trauer bei allen Brüdern Setzen der Flagge auf halbmast angeordnet. Treudeutsch allewege! gez.: Wehrle, Großmeister.‘
Wir wollen also nun Herrn Geßler seine Arbeit erleichtern. Zunächst handelt es sich um die Klärung des Ausdrucks: Zeitfreiwillige. Wir glauben zu wissen, daß das Reichswehrministerium diesen Begriff nicht anerkennt, und es hat hierbei sogar formal recht, denn Zeitfreiwillige hießen jene Leute, die sich Anfang 1919 als gediente Soldaten Freikorps und den sonstigen Regierungstruppen auf jederzeitigen Abruf zur Verfügung stellten. Auf die sogenannten ‚schwarzen‘ Soldaten trifft der Begriff des Zeitfreiwilligen nicht voll zu – umso weniger, weil sich diese ‚Soldaten‘ ja neuerdings auf 12 Jahre verpflichten, wobei ihnen allerdings zu verstehen gegeben wird, daß sie nach 3 oder 4 Monaten nach vorheriger ärztlicher Feststellung ihrer Gebresten wieder entlassen werden können.
Aber wir wollen, wie gesagt, Herrn Geßler sein schweres Amt der Untersuchung all dieser Dinge erleichtern. Darum sei es uns verstattet, die folgenden Fragen zu stellen:
1. Ist es richtig, daß am 15. Januar, bezw. schon im Dezember bei den Kompagnien 14, 15 und 16 des Ausbildungsbataillons im Reichswehr-Infanterie-Regiment Nr. 18 zu Detmold bezw. im Sennelager ca. 200 Mitglieder des Jungdeutschen Ordens und anderer vaterländischer Verbände (Landbundjugend) eingestellt worden sind?
2. Ist es richtig, daß eine Anzahl der bei dem Veltheimer Unglück ums Leben gekommenen jungen Leute zu jenen zweihundert gehörten?
3. Ist es richtig, daß der Kursus, in dem diese jungen Leute ausgebildet wurden, von dem Hauptmann Gabcke (beim Stabe des A-Btls.) geleitet wurde, und daß als Ausbildungsoffizier u. a. der Oberleutnant Frenking (kürzlich erst außer der Reihe befördert) tätig war?
4. Ist es richtig, daß bei dem letzten Kursus des vorigen Jahres, der im Oktober endigte, zur Ausbildung der Mannschaften u. a. ein Leutnant d. Res. des alten Heeres namens Winkelhausen aus Bielefeld herangezogen wurde, der vor dem Kriege der Reserve des 8. (Lothringischen) Infanterie-Regiment 158 angehörte, und jetzt der 4. Komp. des Reichswehr-L-R. 18 zugeteilt wurde, die die Traditions-Kompagnie des oben erwähnten I.-R. 158 ist, sodaß also der Leutnant Winkelhausen in seinem alten Regiment gedient hätte?
5. Ist es richtig, daß dieser Leutnant d. Res. Winkelhausen im Verlauf des Kurses zum Oberleutnant d. Res. befördert worden ist?
6. Ist es richtig, daß die Ausbildung der jungen Mannschaften derart vor sich ging, daß diese Leute zuerst 4 oder 6 Wochen auf dem Kasernenhof gebimst wurden, daß sie sodann zum Scharfschießen für 3 bis 4 Wochen ins Sennelager kamen, und daß am Schluß der gesamten Ausbildung ein Ausmarsch oder eine Übung in größerem, gemischtem Verband stand?
7. Ist es ferner richtig, daß die am 15. Januar eingestellten Mannschaften am 8. April entlassen worden wären, wenn das Unglück den Verlauf des Ausbildungskurses nicht so jäh unterbrochen hätte?

Diese Fragen wird das Reichswehrministerium beantworten müssen. Herr von Seeckt ist allerdings durch seinen Befehl vom 14. Oktober voll gedeckt. Es handelt sich für uns darum, den Verantwortlichen kennenzulernen, den wir fassen können. Uns ist die 6. Division in Münster bekannt. An ihrer Spitze stand einmal ein Mann, der in seinem Befehlsbereich so viele ‚schwarze Soldaten‘ hatte, wie keiner der anderen Militärbefehlshaber. Herr von Loßberg residiert heute als Oberkommandierender in den Marken in der Hardenbergstraße zu Berlin. Sein Nachfolger ist der Generalleutnant Freiherr von Ledebur, der als Oberst während des Kapp-Putsches in Hamburg die famose Äußerung tat, er sei bereit, jeden Eid, den er zwischen 7 und 8 Uhr geschworen habe, zwischen 8 und 9 Uhr zu brechen. Wir wissen nicht, daß Herr von Ledebur den Eid auf die Verfassung ausdrücklich ausgenommen hätte, und wir sind darum immerhin wohl berechtigt, aus jener Äußerung unsere bestimmten und besonderen Konsequenzen zu ziehen.“

### Dritter Artikel
Der dritte Artikel zum selben Thema erschien am 25. Juli 1925.

„Weitermachen …
Als wir Anfangs April dieses Jahres die Katastrophe der Reichswehr bei Veltheim an der Weser zum Ausgangspunkt der ersten einheitlichen und tatsächlich planvollen Campagne gegen Geßler und seine Schwarze Reichwehr machten, da schien es, als ob wir für eine aussichtslose Sache kämpften.
Schien es, als ob die Reinigung der Atmosphäre vom Pesthauch der illegalen, schwer bewaffneten Verbände ein Werk, schier undurchführbar für Menschenhand sei.
Wir haben in diesem Kampfe nicht allein gestanden. Wir handelten als Exponenten eines Kreises politisch interessierter Menschen, die die Beseitigung jener ungemein vaterlandschädigenden Vorgänge anstrebten, unbekümmert um die Folgen, lies: Landesverratsverfahren, die eine von gewissen Macht- und Interessengruppen mißbrauchte Justiz zu ihrer Mundtotmachung einleitete. Wir haben niemals nach derlei Unbequemlichkeiten gefragt. Herr Geßler und seine Kommandeure können uns nicht schrecken. Und wir haben mit dieser Unbekümmertheit um etwaigen Folgen gewisse Anfangserfolge erzielt.
– Kurz nach der vollendeten Publikation unserer Reichswehrartikel verordnete der Herr Oberreichsanwalt die Einstellung sämtlicher noch schwebender Verfahren wegen Landesverrats. Später ist uns zur Kenntnis gekommen, daß im Reichswehrministerium Beratungen darüber stattgefunden haben, (das war Anfang Mai), ob man nicht gegen uns ein erneutes Verfahren eröffnen sollte. Man ist dann an den preußischen Innenminister mit der Aufforderung herangetreten, seinerseits ein Verfahren zu eröffnen. Auch von dieser Seite wurde das abgelehnt. Wie unsere Leser sich erinnern werden, hat dann der Kommandeur im Wehrkreis 6, General von Ledebur, uns eine preßgesetzliche Berichtigung zu dem Artikel ‚Das Zeitfreiwilligengrab in der Weser‘ geschickt, die die tatsächlichen Vorgänge entstellte und die wir in der Folge widerlegt haben.
Jetzt, nach 12 Wochen, hat endlich die Staatsanwaltschaft die Sprache gefunden, die ihr am leichtesten werden muß: sie hat gegen uns Anklage wegen Landesverrats erhoben. Uns kann es sehr gleichgültig sein, wenn die Herren Kronjuristen und mit ihnen natürlich Herr Geßler sich blamieren wollen.
Und wir werden Herrn Geßler auch blamieren, wenn es überhaupt zur Verhandlung kommt. Das bezweifeln wir nämlich. Im übrigen werden wir auch in Zukunft mit dem, was wir wissen, nicht hinter dem Berge halten. Herr Geßler, dem wir einmal unsere Unterstützung angeboten haben, für den Fall, daß er wirklich ernsthaft mit all diesen Schweinereien aufräumen wollte, darf hinfort nicht mehr auf diese angebotene Unterstützung rechnen. Er soll den Kampf, den er uns angesagt hat, haben, und wir werden diesen Kampf unbeirrt um seinen Landesverrat überall da führen, wo er geführt werden muß. Also vor allen Dingen im ‚Andern Deutschland‘.
Wir wissen z. B., daß das System der Ausbildungen bei der Reichswehr sich erneut geändert hat. Man verpflichtet heute keine Leute mehr auf zwölf Jahre, sondern man gibt Neueingestellten für drei Monate die Namen und die Papiere von wirklichen Soldaten der Reichswehr, die dann auf die gleiche Zeit beurlaubt werden. So hat man stets reine Wäsche.
– Festgestellt wurde dies Vorgehen u. a. beim I. R. 13 in Villingen. Wir werden nicht schweigen, Herr Geßler, und vielleicht ist es Ihnen ein Trost zu hören, daß selbst für uns schroffe Antimilitaristen wenigstens ein altes Kommando Geltung behalten hat.
Das Kommando: Weitermachen!“

## Kommentar in der Weltbühne von Kurt Tucholsky
Zur Atmosphäre während des Prozesses ein Text von Kurt Tucholsky, der den Prozess beobachtet hat

„Das kleine Intermezzo in einer sonst anständig und untadlig geführten Verhandlung verdient hervorgehoben zu werden, weil es für den Geist des Reichsgerichts typisch ist […] Der ehemalige Kriegsgerichtsrat weiß von dem Bruder nichts, außer ein wenig Klatsch. Zunächst gibt es nichts zu wissen: der Mann lebt hier in Paris, bearbeitet den alten historischen Fall Naundorff; er lebt im übrigen als Privatmann, dessen Gesinnung überhaupt nicht zur Diskussion steht, Herr Jörns interessiert sich für ihn. Ihm genügt die Tatsache, dass ein Deutscher beim welschen Erbfeind lebt, um ihn zu verdächtigen. Seine Fragen, die nicht zur Sache gehörten, waren Verdächtigungen und sind selbstverständlich als solche aufzufassen. Wüßte der Reichsanwalt Näheres und Belastendes über die Tätigkeit dieses Bruders, so müßte er ja von Amts wegen dagegen einschreiten, und man kann sicher sein, dass er es getan hätte. Er weiß aber nichts. Diese Ignoranz genügt, um einen Deutschen, der weder als Angeklagter noch als Zeuge mit der Sache zu tun hat, zu beschimpfen. Der Angeklagte allein ist dem Kriegsgerichtsrat zu wenig Beute: alles, was zu seiner Familie gehört, ist verdächtig […] Daß eine Beleidigung durch den Reichsanwalt vorliegt, steht außer Zweifel: in seinen Kreisen werden solche ›Beziehungen‹ zum französischen Generalstab als Spionage, als Landesverrat, also als Verbrechen angesehen. Der Vorsitzende hat Berthold Jacob damit zu beruhigen versucht, dass er bemerkte: »Der Herr Reichsanwalt hat nur gefragt …«“

## Auszug aus dem Artikel Der Ponton-Prozess von Carl von Ossietzky
Das Reichsgericht in Leipzig bezog mit diesem Urteil Positionen, die später auch zur Verurteilung von Carl von Ossietzky im Weltbühne-Prozess (als publizistisch Verantwortlichem) führten. Dieser schreibt in seinem Artikel Der Ponton-Prozess:

„Man hat Jacob und Küster zum Vorwurf gemacht, sie hätten der Regierung illegale Handlungen nachgesagt und seien schon aus diesem Grunde strafbar. Als der Reichsanwalt einem der Angeklagten vorhielt, auf ein Waffenlager bei Hamburg seien die Franzosen erst durch Zeitungen aufmerksam geworden, erwiderte dieser: »Das sind doch Stahlhelmwaffen gewesen!« Worauf Herr Jörns in köstlicher Unbefangenheit bemerkte: »Das ist doch ganz gleich, ob Stahlhelmwaffen oder nicht ...« Hier liegt der Sinn der Anklage offen: nicht die gute Reputation des Reiches war zu schützen, sondern die Waffe, einerlei, ob Reichswehr- oder Stahlhelmwaffe. Waffe ist Waffe, also sakrosankt.“